# 月の家小圓鏡
月の家 小圓鏡（つきのや こえんきょう）は、落語の名跡。
- 初代月の家小圓鏡 - 現∶六代目月の家圓鏡
- 二代目月の家小圓鏡 - 本項にて記載

二代目 月の家 小圓鏡（つきのや こえんきょう、1973年9月19日 - ）は千葉県出身の落語家。本名∶川上 政志。落語協会所属。出囃子は「DO ME」（ヒゲのテーマで有名）。身長：175cm、体重：75kg。血液型：O。

## 来歴・人物
1973年9月19日、千葉県松戸市に生まれる。松戸市立常盤平中学校を経て東京学館浦安高等学校に入学。卒業後は芸能界に進み、舞台・CM・Vシネマ等に出演。
2001年6月に六代目月の家圓鏡に入門。「月の家かがみ」として前座に就く。初高座は2001年9月1日深川江戸資料館。演目は「狸札」。
2004年11月に春風亭一之輔、三遊亭ぬう生、林家彦丸と共に二ツ目昇進、「鏡太」を名乗る。
2016年4月に林家彦丸、林家ぼたん、林家たけ平、台所おさんとともに真打昇進、「二代月の家小圓鏡」を襲名。

## 略歴
- 2001年6月∶六代目月の家圓鏡に入門。前座名「月の家かがみ」。
- 2004年11月∶二ツ目昇進。「鏡太」と改名。
- 2016年3月∶真打昇進。二代目月の家小圓鏡を襲名。